# Place Aristide-Briand (Meudon)
Pour les articles homonymes, voir Place Aristide-Briand.
La place Aristide-Briand est située dans la ville de Meudon.

## Situation et accès

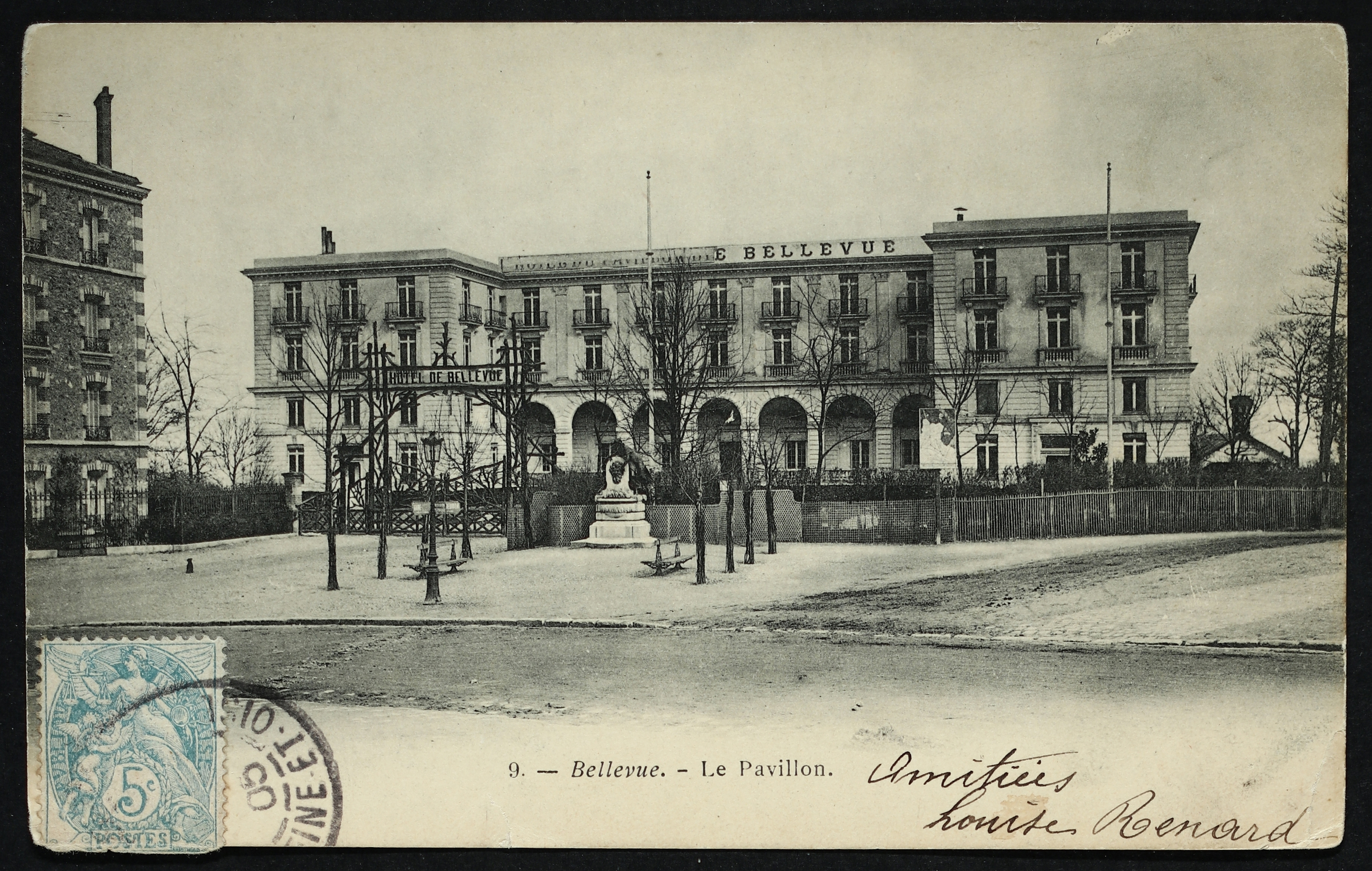
Bellevue - Le Pavillon

Cette place est le point de rencontre de l'avenue du Général-Gallieni, de la rue Marcel-Allégot, de l'avenue du Rond-Point et de la rue Pierre-Wacquant.
Elle est desservie par la gare de Bellevue, sur la ligne de Paris-Montparnasse à Brest.

## Origine du nom
Elle porte le nom de l'avocat et homme politique Aristide Briand (1862-1932).
Elle fut appelée place de la Demi-Lune.

## Historique
Cette place se trouve au point bas de la grande perspective du château de Meudon tracée par André Le Nôtre au XVIIIe siècle.
Dans la nuit du 15 au 16 septembre 1943, lors des bombardements alliés, elle est atteinte par une bombe qui tombe devant le restaurant Le Central.

## Bâtiments remarquables et lieux de mémoire

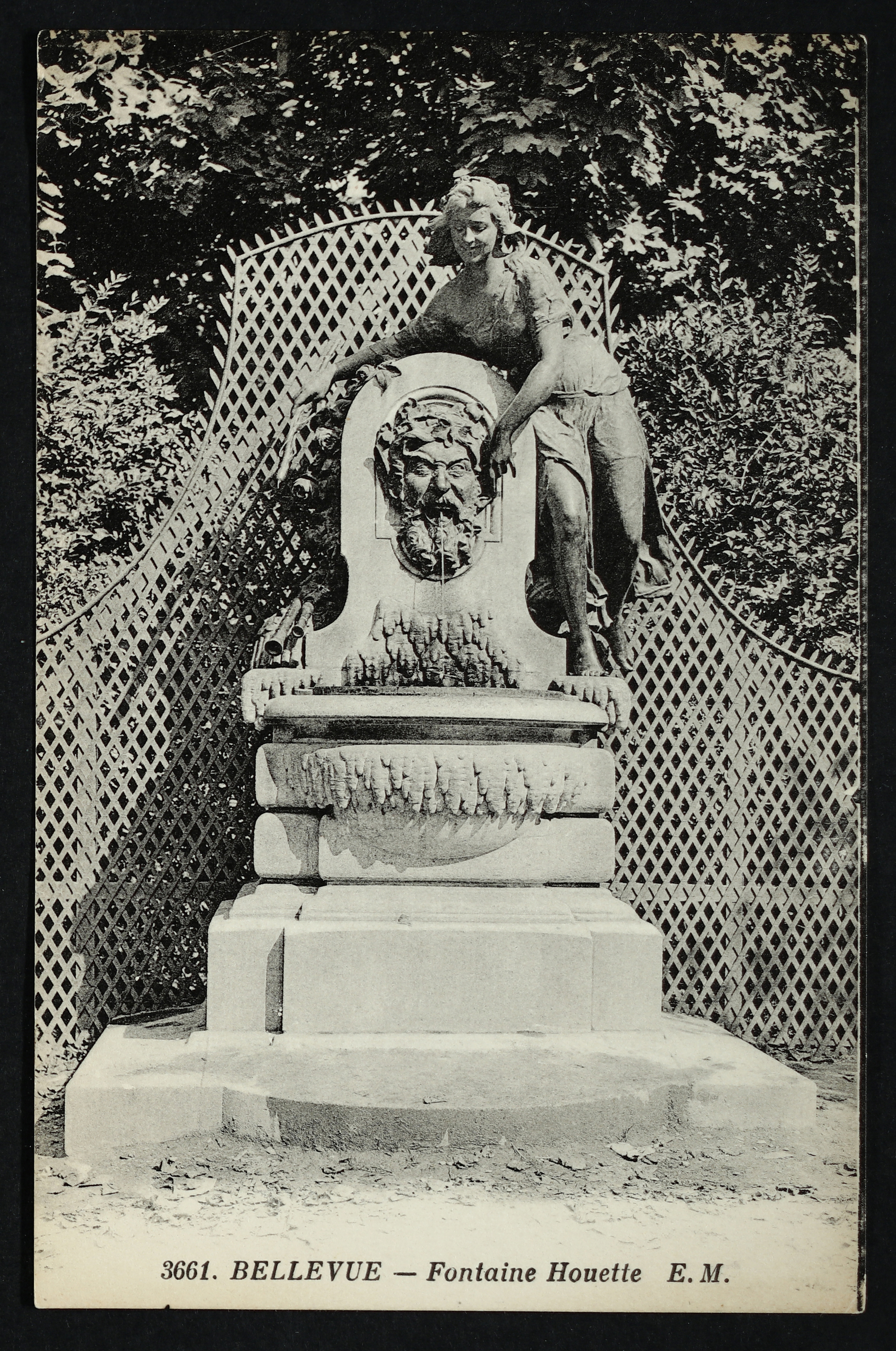
Bellevue - Fontaine Houette.

- Pavillon Bellevue du CNRS, ancien établissement hydrothérapique fondé en 1846, par la suite devenu un hôtel[3]. Le syndicat national des chercheurs scientifiques y est installé.
- Fontaine Houette, dit fontaine du Faune, offerte aux habitants de Bellevue par Paul Houette, homme d'affaires et conseiller municipal de Meudon[4]. La statue et la tête de faune en bronze furent fondus en 1942 lors de la mobilisation des métaux non ferreux.
- Une scène du film Le Battant y a été tournée en 1983.
- Villa des Souvenirs.
- Un kiosque à légumes, innovation technique proposée par la société JCDecaux[5].